# Armiño heráldico

Algunas de las muchas variaciones de manchas de armiño encontradas en la heráldica a lo largo de los siglos.

El armiño es un forro heráldico y se encuentran en la bandera de Bretagne.

## Armiño, contra-armiño y armiñado

Mota de armiño

El campo sembrado por excelencia es el armiño, que es "plata sembrado de motas de armiño de sable". Este mueble "motas de armiño" no existe más que en los forros, lo que justifica conservar el término técnico "armiño" para describir los sembrados correspondientes.
- El contra-armiño es "de sable armiñado de plata", o aún "de sable sembrado de motas de armiño de plata".
- El caso general sería "el armiño", aunque ese término no estaba reservado más que a las figuras compuestas por las motas. Los campos imitando el armiño con cualquier color se blasonan: de <color> sembrados de motas de armiño de <color>, y deben respetar la regla de alternancia de los colores, como todo campo sembrado.

## Significado
El nombre armiño lo sacan algunos de Armenia, región de Asia, donde sus naturales contrataban mucho en estas pieles por ser muy comunes en aquel país. Algunos dicen que significan los armiños en heráldica la inclinación divagante que tienen los hombres a ir por mar y tierra, propensión que atribuyen a los bretones o ingleses y que por eso le ponen por armas. Y también que representa la pureza por el ejemplar de la princesa Hermiona de Bretaña, que acusada de incontinencia, habiéndose declarado después lo contrario, tomó por armas los armiños en símbolo de su pureza.
Fernando II, rey de Aragón, cuando echó de la Calabria al duque de Lorena, descubierta la conspiración del príncipe de Resana su pariente, con que quedó poseedor del reino de Nápoles, instituyó una orden de Caballería del Armiño dando a los caballeros de él un collar de oro con un armiño pendiente y por divisa el epígrafe: Malo mori quam faedari para mostrar a los caballeros de él que primero se debe morir que faltar a la fidelidad de su príncipe. Este y otros ejemplares, como el uso de traerlos por forros en sus vestidos solo los gobernadores y personas de representación, dio también motivo a algunos para tener los armiños por símbolo de dignidad. 
Blasonando un escudo, se dice en heráldica trae de armiños y en la diferencia de ser un escudo grande o pequeño, se ponen siete, once y hasta dieciséis, formándose de la magnitud que parece cómoda y no siendo necesario contar las mosquillas, como acostumbran algunos heraldos. Basta decir simplemente mosqueado de tantas piezas cuando no llega su número a siete y unos los hacen de una manera y otros de otra, en lo que no hay reparo.

## Historia
Según la tradición y la mitología, el primero en utilizar los armiños en heráldica, fue Bruto, hijo de Silvio, nieto de Ascanio y bisnieto de Eneas.
Cuando Bruto desembarcó en Francia, encontró sobre su escudo un armiño y lo interpretó como vaticinio de su futura victoria. Cambió en ese momento sus armas, (un león dragonado), y con sus nuevas armas, conquistó aquellas tierras, que llamaron Brutania en su honor. Con el paso del tiempo, aquel nombre, evolucionó al actual de Bretaña.

## Representación
En heráldica se conocen bajo el nombre de armiño dos forros distintos:

### Armiños
El armiño se representa como un fondo blanco, con "colitas" o "colillas" negras

Escudo de Bretaña, con el campo  cubierto de armiños.
Armiño en campo de plata.
Armiño en campo de oro.

### Contraarmiños
El contraarmiño es el negativo del armiño; un fondo negro con colitas blancas.

Contraarmiño
Contrarmiño maní (pean)
Contraarmiño de plata en campo de Gules

Cuando la categoría y uno de sus elementos tienen el mismo nombre debemos acudir al contexto para distinguir a cual de los dos se refiere el autor.
Los armiños son unos animales del género de las comadrejas y los hurones, con el pelo blanco y muy suave, que tiene la extremidad de la cola negra con la que se hace un forro de mucho valor. Los tratantes de esta especie las mosquean con piezas de piel de cordero negro para embellecerlas y por eso se llama en heráldica armiño al campo blanco sembrado de estas motas negras, que parecen estar hechas de las puntas de las colas de este animal.

## Ejemplos

El armiño plano, que es de Bretaña.
Contraarmiño plano.
Armiño plano de oro moteado de arena.
Armiño plano de oro y sable).
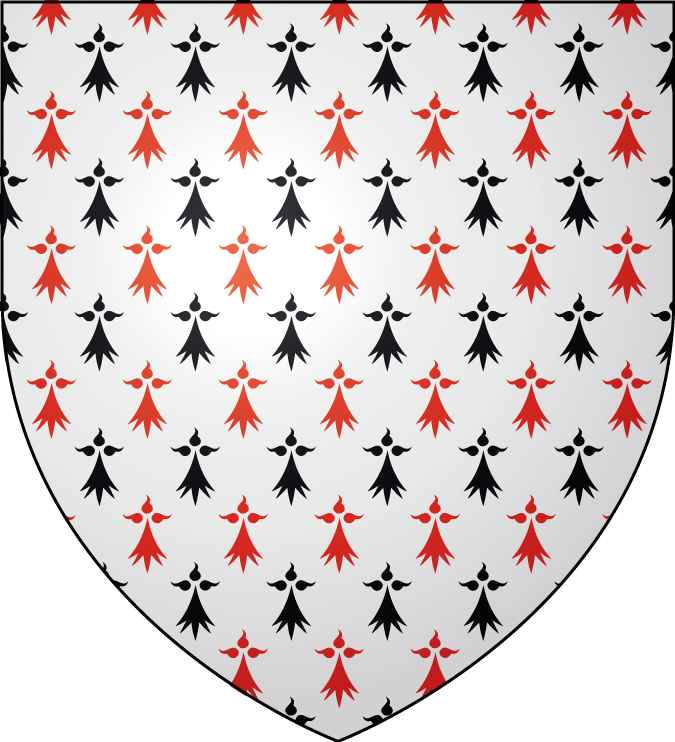
Herminite (armiño de sable y gules).

### Ejemplos deescudos de armasde armiños

Escudo de Sainte-Hermine (Vendée).
Escudo de Limosín.
Escudo de  Vétheuil.
Escudo de  Saint-Herblain.
Escudo de  Nantes.
Escudo de Bugey.
Escudo de  Vannes.
Escudo de  Savenay.
Escudo de la reina Ana de Bretaña.
Escudo de la reina Isabel Bowes-Lyon (nacida en Bowes-Lyon).
Escudo de Paceřice.
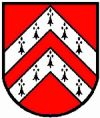
Dos chevrones de armiño en campo de gules.
Cortinado Losanjado de gules y plata hecho de arniño, y campo de azur